# Campionato italiano di hockey su ghiaccio 1931
Il campionato italiano di hockey su ghiaccio 1931, 5ª edizione del massimo campionato nazionale, si disputò in due distinte fasi, fra il 6 ed il 9 febbraio 1931. Milano fu scelta come sede delle finali. Le squadre partecipanti furono sei e come l'anno precedente vennero suddivise in due gironi. Non si disputò lo spareggio per accedere alla finale, ma il titolo fu conteso tra le due vincenti di ogni gruppo, mentre le seconde si sfidarono nella finale per il terzo posto. L'HC Milano vinse il suo quinto titolo nazionale.

## Formazioni
Le squadre che presero parte al campionato furono sei, provenienti da Lombardia, Trentino-Alto Adige e Veneto:
- Gruppo Sportivo Dolomiti di Cortina d’Ampezzo
- Hockey Club Milano
- Hockey Club Milano II
- Excelsior Milano
- Ortisei
- S.P. Varese

## Fase preliminare

### Girone A
|  |    | Girone A           | Pt | G | V | P | GF | GS |
|  | -- | ------------------ | -- | - | - | - | -- | -- |
|  | 1. | Hockey Club Milano | 4  | 2 | 2 | 0 | 28 | 0  |
|  | 2. | Ortisei            | 2  | 2 | 1 | 1 | 5  | 12 |
|  | 3. | S.P. Varese        | 0  | 2 | 0 | 2 | 0  | 21 |

#### Partite
|         | Partita |         |
| ------- | ------- | ------- |
| Milano  | 12-0    | Ortisei |
| Milano  | 16-0    | Varese  |
| Ortisei | 5-0     | Varese  |

L'Hockey Club Milano si qualifica alla finale scudetto. L'Ortisei si qualifica alla finale per il terzo posto.

### Girone B
|  |    | Girone A                         | Pt | G | V | P | GF | GS |
|  | -- | -------------------------------- | -- | - | - | - | -- | -- |
|  | 1. | GS Dolomiti di Cortina d’Ampezzo | 4  | 2 | 2 | 0 | 14 | 0  |
|  | 2. | Hockey Club Milano II            | 2  | 2 | 1 | 1 | 5  | 4  |
|  | 3. | Excelsior Milano                 | 0  | 2 | 0 | 2 | 0  | 15 |

#### Partite
|           | Partita |                  |
| --------- | ------- | ---------------- |
| Milano II | 5-0     | Excelsior Milano |
| Cortina   | 10-0    | Excelsior Milano |
| Cortina   | 4-0     | Milano II        |

Il Gruppo Sportivo Dolomiti di Cortina d’Ampezzo si qualifica alla finale scudetto. L'Hockey Club Milano II si qualifica alla finale per il terzo posto.

### Finale terzo posto
| Milano 9 febbraio 1931                                  | Hockey Club Milano II | 3 – 1 | Ortisei | Palazzo del ghiaccio |
| \| \| \| \| \| Mussi , Schlacht \| Marcatori \| Matt \| |                       |       |         |                      |
|                                                         |                       |       |         |                      |
| Mussi , Schlacht                                        | Marcatori             | Matt  |         |                      |

## Finale
La formazione campione in carica sconfisse i padroni di casa per 6-1, conquistando così per la quinta volta consecutiva il campionato nazionale.

### Referto
| Arbitro: | Luigi Redaelli |

|                                                                                  |           |                          |
| Gianni Scotti 06:00, 10:00, 13:00, 22:00 Guido Botturi 46:00 Luigi Venosta 58:00 | Marcatori | 22:00 Francesco De Zanna |

## Formazione vincitrice
| HC Milano 5º titolo | Gianmario Baroni, Guido Botturi, Enrico Calcaterra, Tino De Mazzeri, Ernesto Iscaki, Camillo Mussi, Gianni Scotti, Luigi Venosta. |